# Линия „Кързън“
Линията „Кързън“ е източната граница на безспорните полски територии, определена от страните-победителки след Първата световна война. След поредица от кръвопролитни конфликти и етнически чистки в началото на 20-те, края на 30-те и през 40-те години на XX век тя става съвременната граница на Полша с Литва, Беларус и Украйна.

## История
В декларация от 8 декември 1919 г. Върховният съвет на съюзниците (Франция, Великобритания, САЩ, Италия и Япония) признава правото на възстановената година по-рано полска държава да организира редовна администрация на териториите на бившата Руска империя западно от линията, преминаваща през Гродно, Яловка, Немиров, Брест-Литовск, Дорохуск, Устилуг, източно от Хрубешов, Крилов, западно от Рава Руска и източно от Пшемишъл до Карпатите. Тази линия отговаря приблизително на обхвата на Полското кралство, установено век по-рано от Виенския конгрес върху малка част от някогашната Жечпосполита. Начертана в разгара на руската гражданска война през територии със смесен етнически състав, тя е замислена като компромис с антиболшевишките сили, които искат да възстановят Русия в пределите от 1914 г., а през лятото на 1920 г. е използвана като основа на преговорите за примирие в Полско-съветската война. Линията е наречена на лорд Кързън заради нотата от 11 юли, с която британският външен министър иска от съветското правителство да спре настъпващите си войски на 50 километра от нея.
След големите териториални загуби от Рижкия мирен договор от 1921 г., краткотрайната подялба на Полша с Нацистка Германия през 1939-1941 и германското нападение срещу Съветския съюз от 1941 година установяването на границата по линията Кързън се превръща в една от основните цели на съветската дипломация във Втората световна война. На конференцията в Техеран Чърчил и Сталин сключват неформално споразумение, задоволяващо исканията на съветския лидер. Споразумението е утвърдено от лидерите на Великобритания и САЩ в Ялта, въпреки несъгласието на полското правителство в изгнание. Комунистическата власт, установена в Полша след прогонването на нацистите, признава линията Кързън (с незначителни корекции) като граница със Съветския съюз в двустранен договор от август 1945 г.